# ビクトリアン・ブッシュレンジャーズ
ビクトリアン・ブッシュレンジャーズ（Victorian Bushrangers）は、オーストラリアのメルボルンのクリケットチーム。1851年設立。ホームグラウンドはメルボルン・クリケット・グラウンド。

## 成績
- シェフィールド・シールド優勝 -(30): 1882/83,  1894/95, 1897/98, 1898/99, 1900/01, 1907/08, 1914/15, 1921/22, 1923/24, 1924/25, 1927/28, 1929/30, 1930/31, 1933/34, 1934/35, 1936/37, 1946/47, 1950/51, 1962/63, 1966/67, 1969/70, 1973/74, 1978/79, 1979/80, 1990/91, 2003/04, 2008/09, 2009/10, 2014/15, 2015/16
- ワンデイカップ優勝 – (5): 1971/72, 1979/80, 1994/95, 1998/99, 2010/11
- KFCトゥエンティ20ビッグバッシュ – (4): 2005/06, 2006/07, 2007/08, 2009/10